# 王旭高
王旭高〈1798年—1862年〉，名泰林，字旭高，晚號退思居士，江蘇無錫人，清代名醫。
從舅父高錦亭習醫。初習外科傷科，後習內科，臨證用藥甚為審當，對溫病學有很深的了解，曾提出治肝三十法。江陰柳寶詒曾經收集他的醫案。
他的著作甚多，但多已散失。著有《西溪書屋夜話錄》、《退思集類方歌注》、《醫方證治匯編歌括》、《醫方歌括》、《薛氏濕熱論歌訣》、《醫方歌訣》，後人將其合刊為《王旭高醫書六種》。
門人方耕霞收集其師醫案，在1879年刊行《王旭高醫案》4卷。